# Mário Branco
Mário A. Branco – portugalski rugbysta, trzykrotny reprezentant Portugalii w rugby union mężczyzn. Jego pierwszym meczem w reprezentacji było spotkanie z Hiszpanią, które zostało rozegrane 1 maja 1965 w Lizbonie. Ostatni raz w reprezentacji zagrał 20 grudnia 1970 z Hiszpanią w Madrycie.